# Ernest Rongvaux
Ernest Rongvaux (Châtillon, 9 april 1881 - Ukkel, 31 oktober 1964) was een Belgisch politicus voor de PSB.

## Levensloop
Hij werd geboren in een landbouwersgezin en werd bediende bij de P.T.T. Van 1935 tot 1938 werkte hij bovendien als kabinetschef bij de ministers van Vervoer en P.T.T. Paul-Henri Spaak (1935-1936) en Désiré Bouchery (1936-1938). Daarnaast was hij ook vrijmetselaar.
Rongvaux was ook politiek actief voor de POB en vervolgens de PSB en werd voor deze partij verkozen tot gemeenteraadslid van Aarlen, waar hij van 1935 tot 1958 schepen was.
Op 27 september 1944 werd hij zelf minister van Vervoer, P.T.T. en Radio in de regering-Pierlot VI en VII, in de regering-Van Acker I en II, -Spaak II, -Van Acker III en ten slotte -Huysmans I. In 1947 eindigde zijn ministerschap.
Hij volgde bovendien een parlementaire loopbaan: van 1945 tot 1946 zetelde hij in opvolging van de overleden François André als gecoöpteerd senator in de Belgische Senaat, van 1946 tot 1949 zetelde hij in de Kamer van volksvertegenwoordigers voor het arrondissement Aarlen-Bastenaken, van 1949 tot 1950 zetelde hij opnieuw als gecoöpteerd senator in de Belgische Senaat en van 1950 tot 1961 was hij ten slotte opnieuw volksvertegenwoordiger. In 1961 trok hij zich terug uit de politiek.
De Place Ernest-Rongvaux herinnert aan hem in Borgworm.